# Хольцдорф (Шванзен)
Хольцдорф (нем. Holzdorf) — община в Германии, в земле Шлезвиг-Гольштейн.
Входит в состав района Рендсбург-Экернфёрде. Подчиняется управлению Шванзен. Население составляет 913 человек (на 31 декабря 2010 года). Занимает площадь 17,35 км².